# Norman Brookes
Sir Norman Everard Brookes (14. listopadu 1877, Melbourne – 28. září 1968, tamtéž) byl australský tenista, dvojnásobný vítěz Wimbledonu ve dvouhře – první, který nebyl Britem, šampión v singlu na Australian Open, po němž je na prvním grandslamu pojmenován pohár pro vítěze mužské dvouhry a prezident Australského tenisového svazu.

## Biografie
Narodil se v Melbourne do rodiny Williama Brookes, který zbohatl na těžbě zlata v oblasti Bendigo. Vystudoval soukromou střední školu Melbourne Grammar School. Poté nastoupil jako úředník do papírny, kde byl jeho otec generálním ředitelem.
19. dubna 1911 se v melbournské katedrále svatého Pavla oženil s dvacetiletou Mabel Balcombe Emmertonovou, dcerou právníka Harryho Emmertona. Z manželství vzešly tři dcery.

## Tenisová kariéra
Již v dětství hrál pravidelně tenis na dvorci rodinného sídla v Queens Road, a také v blízké ulici Lorne St.
V letech 1907 a 1914 se stal vítězem nejslavnějšího turnaje světa ve Wimbledonu. V obou ročnících také zaznamenal titul v mužské čtyřhře spolu s Novozélanďanem Anthony Wildingen, kterého porazil ve finále dvouhry roku 1914. Stal se jedním z iniciátorů založení Australian Open, do roku 1927 známým pod názvem Australasian Championship, jenž dokázal v roce 1911 vyhrát v singlu a roku 1924 v deblu.
V letech 1905–1920 odehrál v Davis Cupu 39 zápasů za týmy Austrálie–Nového Zélandu a Austrálie. Během první světové války sloužil jako pověřenec australské pobočky Britského červeného kříže v Egyptě.
Podílel se na rekonstrukci stadionu Kooyong, který se stal centrálním dvorcem v dřívějším dějišti prvního grandslamu v Melbourne. Roku 1926 se na dvacet osm let stal prezidentem Australského tenisového svazu. Zemřel roku 1968 v South Yarra, v současnosti melbournském předměstí.

## Australský fotbal
V mládí hrál také australský fotbal. V roce 1898 nastoupil ke dvěma zápasům na nejvyšší úrovni za klub St. Kilda, v nichž zaznamenal dva góly.

## Ocenění
V roce 1939 byl pasován na rytíře „jako uznání za působení ve veřejné službě.“
Na jeho počest je pojmenována cena pro vítěze mužské dvouhry na Australian Open – Norman Brookes Challenge Cup.
V roce 1977 byl posmrtně uveden do Mezinárodní tenisové síně slávy.
Roku 1981 vydala australská pošta známku s jeho karikaturou od Tonyho Raftyho (55 centová).

## Finálová utkání na Grand Slamu

### Dvouhra (5)

#### Vítěz (3)
| Rok  | Turnaj                   | Finalista       | Výsledek    |
| 1907 | Wimbledon                | Arthur Gore     | 6-4 6-2 6-2 |
| 1911 | Australian Championships | Horace Rice     | 6-1 6-2 6-3 |
| 1914 | Wimbledon                | Anthony Wilding | 6-4 6-4 7-5 |

#### Finalista (2)
| Rok  | Turnaj    | Vítěz            | Výsledek    |
| 1905 | Wimbledon | Laurence Doherty | 6-8 2-6 4-6 |
| 1919 | Wimbledon | Gerald Patterson | 3-6 5-7 2-6 |

### Čtyřhra (5)

#### Vítěz (4)
| Rok  | Turnaj                   | Spoluhráč        | Finalisté                           | Výsledek            |
| 1907 | Wimbledon                | Anthony Wilding  | Karl Behr Beals Wright              | 6-4 6-4 6-2         |
| 1914 | Wimbledon                | Anthony Wilding  | Charles Dixon Herbert Roper Barrett | 6-1 6-1 5-7 8-6     |
| 1919 | US Championships         | Gerald Patterson | Vincent Richards Bill Tilden        | 8-6 6-3 4-6 4-6 6-2 |
| 1924 | Australian Championships | James Anderson   | Pat O'Hara Wood Gerald Patterson    | 6-2 6-4 6-3         |

#### Finalista (1)
| Rok  | Turnaj                   | Spoluhráč  | Vítězové                     | Výsledek    |
| 1911 | Australian Championships | J. Addison | Rodney Heath Randolph Lycett | 2-6 5-7 0-6 |